# Croix de cimetière de Daignac
La croix de cimetière de Daignac est une croix hosannière située sur la commune de Daignac, dans le département de la Gironde et la région naturelle de l'Entre-deux-Mers, en France.

## Localisation
La croix se trouve en face du portail de l'église Saint-Christophe.

## Historique
C'est à partir du XVe siècle qu'apparaissent les croix de cimetière[réf. souhaitée]. Lorsqu'elles sont placées au centre d'un cimetière, on dit que ce sont des croix hosannières (on y chante la prière Hosanna lors de la bénédiction des rameaux). Le plus souvent, elles sont construites par des maîtres maçons plutôt que par de réels sculpteurs. Elles correspondent à des dons de riches seigneurs. Les croix de cimetière mettaient en lumière le saint patron de la paroisse, puisqu'une représentation de ce saint occupait habituellement un des côtés de la croix sommitale.
La croix de Daignac date du XVIIe siècle. Elle repose, hormis le socle carré, sur une base de forme octogonale et, sur son fût, sont creusées de larges cannelures en spirale entre lesquelles de petites roses sont sculptées. Tout en haut, se trouve la partie la plus importante, la croix. On peut voir, vers l'est, le Christ en croix entre saint Jean et Marie, et vers l'ouest, un saint Christophe qui portait initialement le Christ sur ses épaules, avec, à sa gauche, saint Jacques et, à sa droite, un personnage aujourd'hui méconnaissable.

## Protection du patrimoine
La croix fait l’objet d’une inscription au titre des monuments historiques depuis le 24 décembre 1925.

Croix de cimetière de Daignac
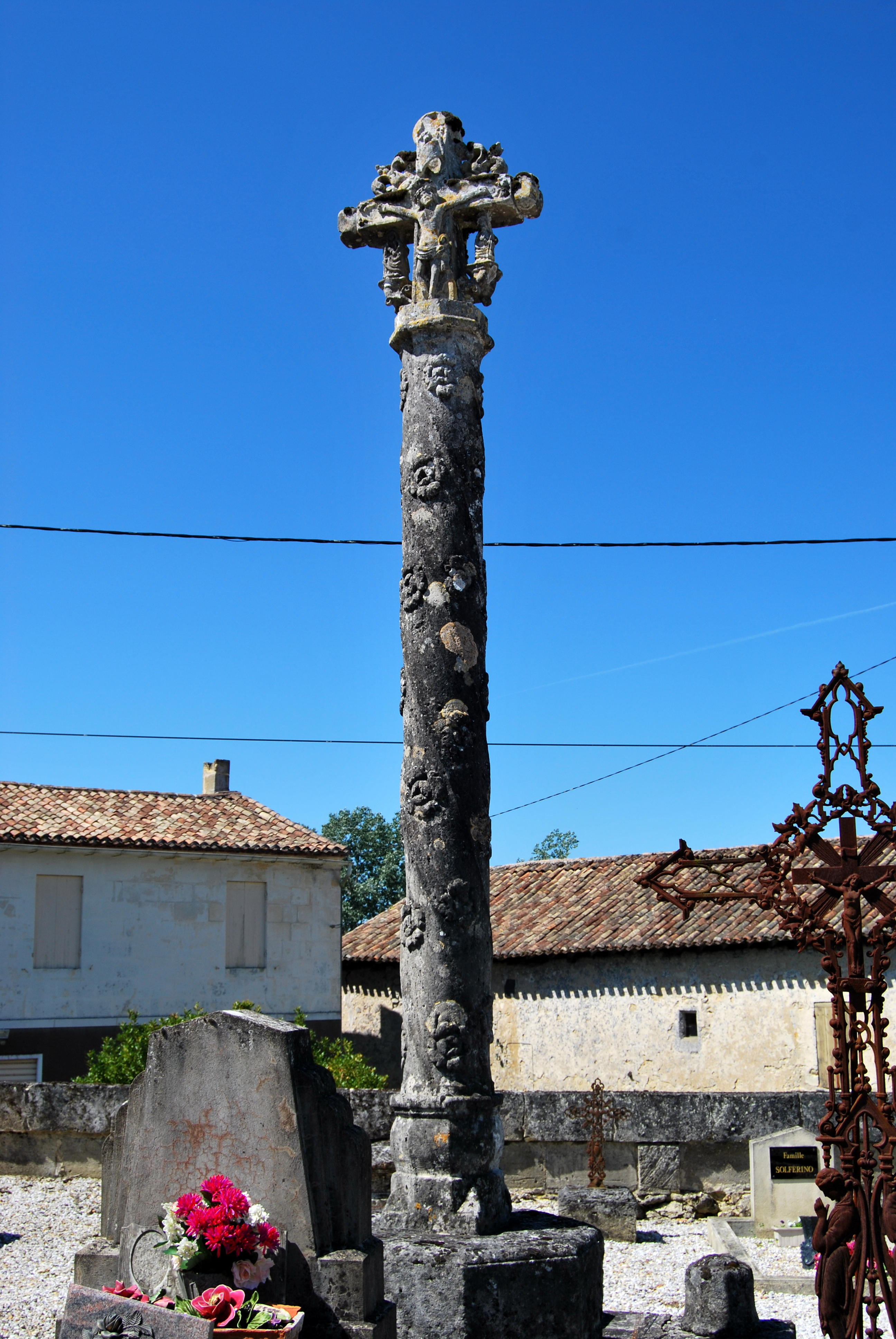
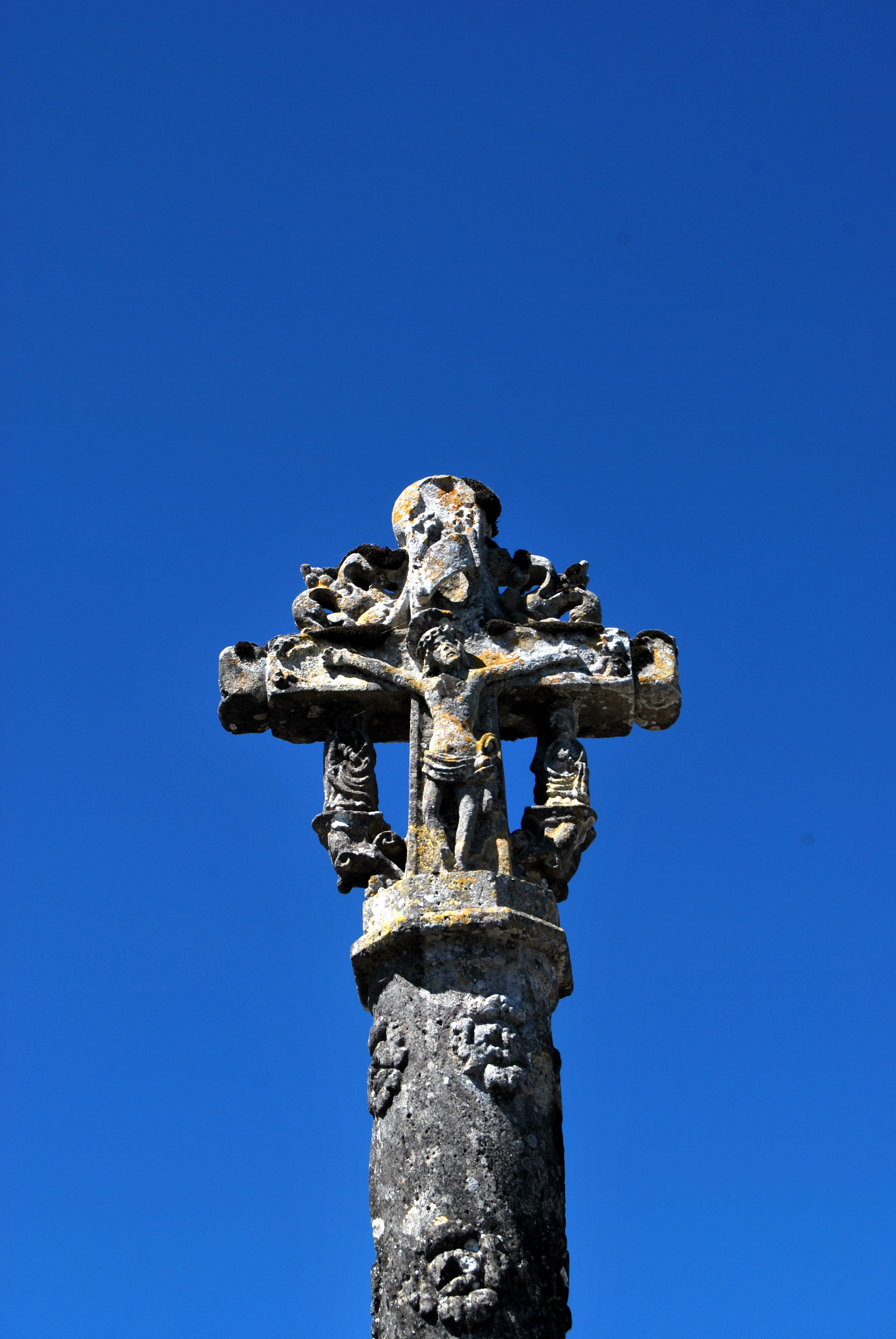
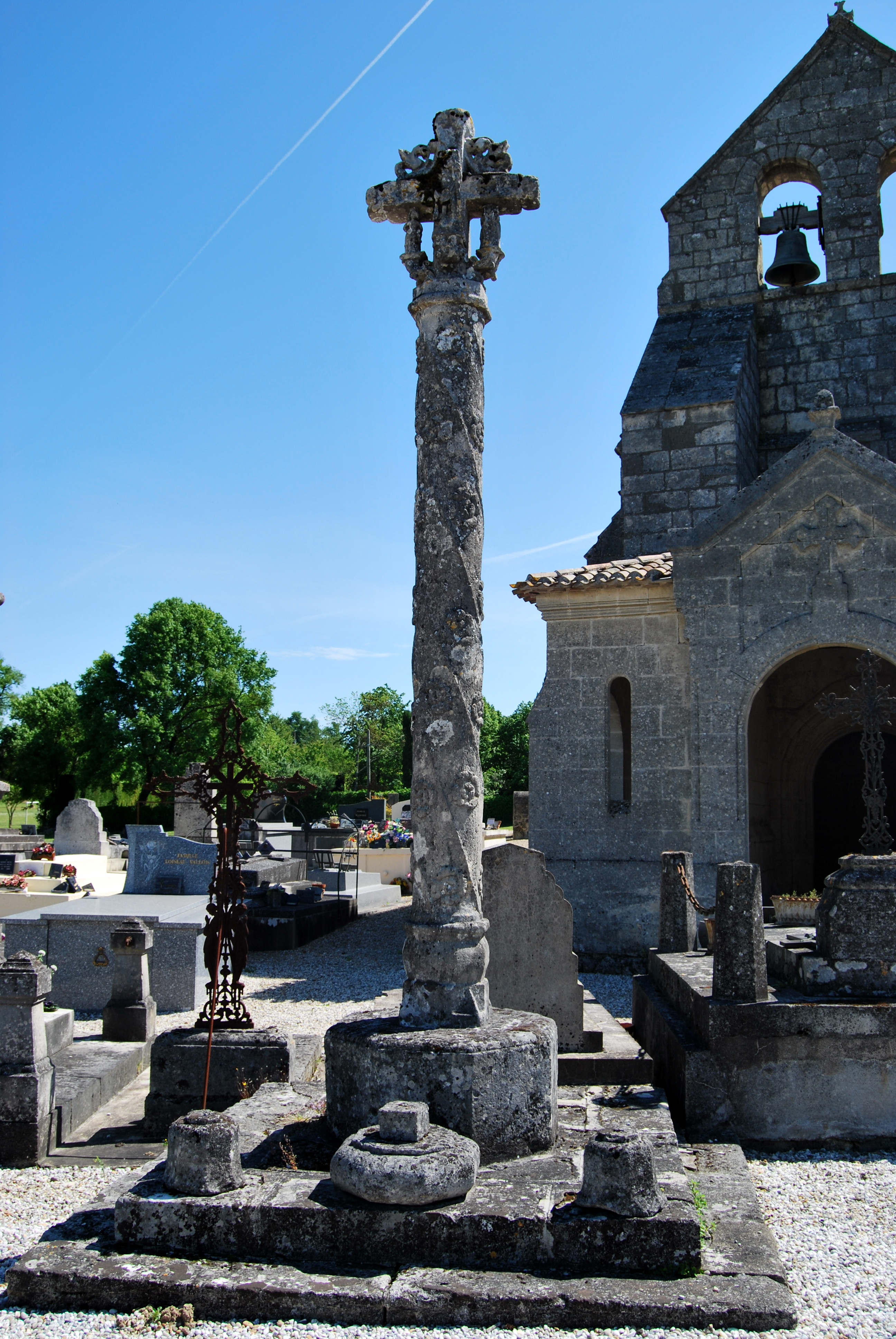
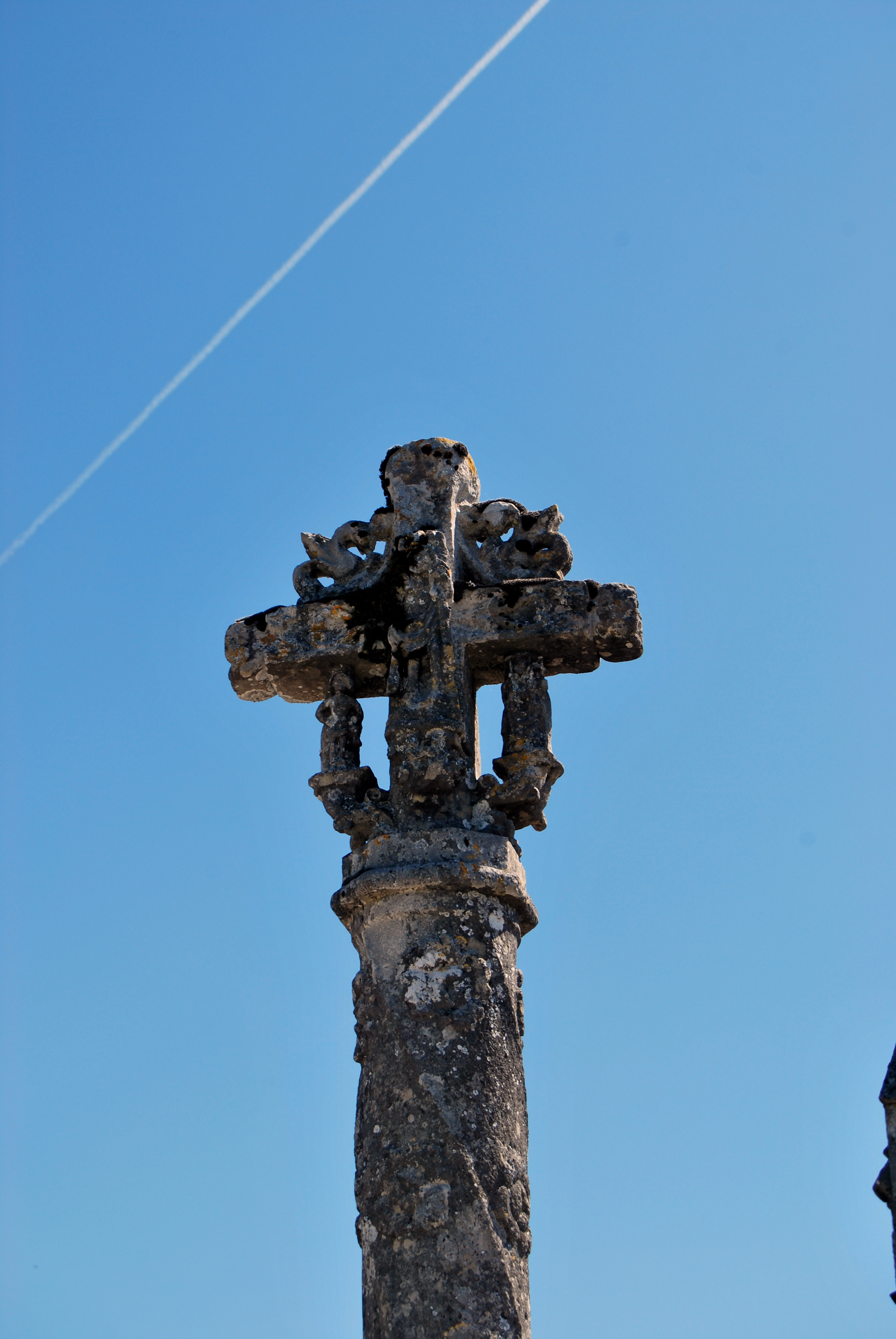
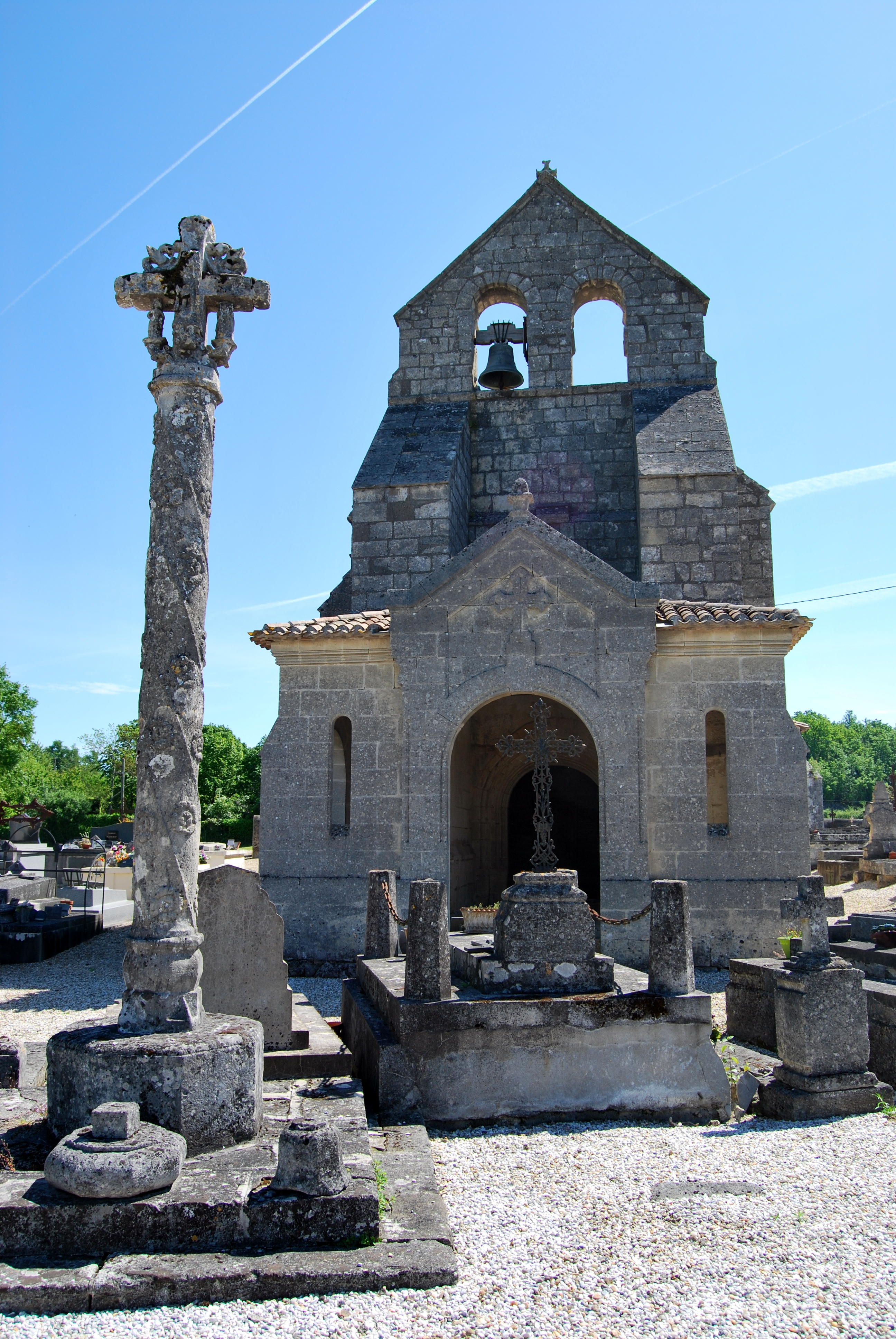